# Ярослава Шведова
Ярослава Вячеславовна Шведова (на руски: Ярослава Вячеславовна Шведова) е руска тенисистка, която се състезава за Казахстан. От 2005 г. е професионална тенисистка, като до 2008 г. се състезава за Русия.

## Кариера
Родена е в спортно семейство. Майка ѝ Нурзия Богманова (от Башкирия) е лекоатлетка, специализирана в свръхмаратона - тя е първата руска световна шампионка в бягането на 100 километра. Първият треньор на Ярослава е нейният баща Вячеслав Шведов, който е известен треньор по лека атлетика. По-късно Ярослава започва професионални тренировки в тенис-академията на ЦСКА (Москва), откъдето датира познанството ѝ с 2 от най-популярните руски тенисистки – Елена Дементиева и Анастасия Мискина.
През 2002 г. дебютира на ITF-турнир в Тбилиси. Първата си титла Ярослава Шведова постига през 2007 г., когато побеждава италианката Мара Сантанджело на турнира „Sony Ericsson International“ в Бангалор. След тази победа руската тенисистка успява да достигне до 78-о място в световната ранглиста на женския тенис. На Откритото първенство на САЩ през 2009 г. Ярослава Шведова записва своя най-голям спортен триумф, отстранявайки от надпреварата в драматичен мач сръбската тенисистка Йелена Янкович. На 9 февруари 2009 г. Ярослава Шведова заедно с Тамарин Танасугарн печели първата си титла на двойки, на тенис-турнира в Патая, Тайланд.
През 2010 г. на турнира „Сони Ериксон Оупън“ Ярослава Шведова достига до трети кръг в надпреварата. В първи кръг тя побеждава в оспорван мач младата надежда на хърватския тенис Айла Томлянович с 6:7, 7:6, 7:5. Във втория етап елиминира съпротивата на германската тенисистка Сабине Лисицки. В трети кръг побеждава друга немска тенисистка Андреа Петкович с 0:6, 7:5, 7:5.
На 11.04.2010 г. Ярослава Шведова достига до финалния мач по двойки на турнира „Андалусия Тенис Експириънс“ в испанския курортен град Марбеля. В този мач Шведова и руската и партньорка Мария Кондратиева са победени от италианките Роберта Винчи и Сара Ерани с резултат 6:2, 6:2.
През месец май 2010 г., Ярослава Шведова записва най-доброто си представяне в турнир от Големия шлем. Това се случва по време на Откритото първенство на Франция, където състезаващата се Казахстан рускиня достига до четвъртфиналната фаза, в която е елиминирана от Йелена Янкович. Отличното представяне на Шведова и осигурява рекордната 31-ва позиция в Световната ранглиста на женския тенис.
На 18.06.2010 г. Ярослава Шведова играе финал на двойки по време на турнира „УНИЦЕФ Оупън“ в Хертогенбош, Нидерландия. Заедно с американската си партньорка Ваня Кинг тя записва поражение с резултат 6:3, 3:6, 8:10 от Анастасия Родионова и Алла Кудрявцева.
На 02.07.2010 г. Ярослава Шведова и нейната американска партньорка Ваня Кинг печелят титлата на двойки от „Уимбълдън“. Във финалната среща, те надделяват над руските тенисистки Елена Веснина и Вера Звонарьова с резулта 7:6, 6:3. На 13.09.2010 г. Шведова печели своята втора титла на двойки в турнир от Големия шлем. Това се случва по време на Откритото първенство на САЩ, в чиято финална среща състезаващата се за Казахстан рускиня заедно с американката Ваня Кинг побеждава Лизел Хубер и Надя Петрова с резултат 2:6, 6:4, 7:6.
На 31.07.2011 г. Ярослава Шведова печели своята четвърта шампионска титла на двойки от турнира „Сити Оупън“, проведен във Вашингтон, столицата на САЩ. Във финалната среща тя си партнира с индийската тенисистка Саня Мирза, заедно с която надиграват рускинята Алла Кудрявцева и Олга Говорцова от Беларус с резултат 6:3 и 6:3.